# Santa Balbina
Santa Balbina, även benämnd Santa Balbina all'Aventino, är en kyrkobyggnad, mindre basilika och titelkyrka i Rom, helgad åt den heliga jungfrumartyren Balbina. Kyrkan är belägen vid Via di Santa Balbina i Rione San Saba och tillhör församlingen San Saba.

## Kyrkans historia
Kyrkans första skriftliga omnämnande återfinns i ett dokument från synoden i Rom år 595.
Påvarna Gregorius III (731–741) och Leo III (795–816) lät bygga om och smycka kyrkan. Under 1000-talet uppfördes ett kloster i anslutning till kyrkan. På grund av områdets ohälsosamma tillstånd övergavs kyrkan och klostret under 1100-talet; kyrkan förföll och absiden rasade. Under påföljande sekel, 1200-talet, överläts kyrkan och klostret åt grekiska munkar från Santa Maria in Cosmedin. Dessa munkar lät befästa klostret till skydd mot invaderande barbarer samt stråtrövare vilka under denna tid behärskade den romerska campagnan.
På initiativ av kardinal Marco Barbo genomgick kyrkan en genomgripande restaurering, vid vilken taket lades om. Påve Clemens VIII lät år 1598 bygga om kyrkan och försåg dess absid med fresker.
Under ledning av konsthistorikern och arkitekten Antonio Muñoz företogs åren 1927–1930 en drastisk renovering. Muñoz strategi innebar att återställa kyrkan till det utseende han trodde att den hade haft under medeltiden; han hade dock sällan arkeologiska bevis för sina anspråk. Senare tillägg, till exempel under barocken, behandlade han med förakt. I Santa Balbina lät Muñoz bland annat återöppna de fönster som tidigare murats igen eller gjorts mindre; de tre fönstren i fasaden försågs även med transennae, vilket är en sorts perforerad skärm i sten eller marmor. Enligt Ferruccio Lombardi förstörde Muñoz flera konsthistoriskt värdefulla arkitektoniska element.

## Interiören
Kyrkan är enskeppig med absid. I absidens halvkupol har Anastasio Fontebuoni freskmålat Den förhärligade Kristus med de heliga Balbina, Quirinus och Felicissimus; fresken är från år 1623. Under högaltaret vördas Balbinas, Quirinus och Felicissimus reliker.
Interiören har tio sidokapell, fem på var sida. Flera av kapellen är emellertid icke i bruk.

### Höger sida
Cappella di San Pio da Pietrelcina
Första sidokapellet på höger hand är invigt åt den helige Padre Pio. Förutom en modern staty föreställande Padre Pio finns i kapellet freskfragment från 1300-talet.
Cappella di San Giovanni da Capestrano
Andra kapellet är invigt åt den helige Giovanni da Capistrano. Altarmålningen Jungfru Maria uppenbarar sig för den helige Giovanni da Capistrano är dessvärre i dåligt skick.
Cappella di Nostra Signora di Lourdes
Tredje kapellet är invigt åt Vår Fru av Lourdes. I kapellet kan man beskåda statyn Vår Fru av Lourdes samt ytterligare freskfragment från 1300-talet.
Cappella del Santissimo Crocifisso
Detta kapell är invigt åt den korsfäste Kristus. Altaret pryds av reliefen Korsfästelsen, utförd av Mino da Fiesole år 1460.
Cappella di Santa Margherita da Cortona
Det femte kapellet var tidigare invigt åt den heliga Margareta av Cortona. Altarmålningen är i dålig kondition.

### Vänster sida
Cappella della Madonna di Fátima
Tredje sidokapellet till vänster är invigt åt Vår Fru av Fátima. Kapellet hyser bland annat en 1200-talsfresk föreställande Kristus och Jungfru Maria med fyra apostlar, attribuerad åt Pietro Cavallinis skola. 
Cappella di Sant'Antonio di Padova
Femte sidokapellet är invigt åt den helige Antonius av Padua och har en modern staty föreställande titelhelgonet.
På fasadens innervägg återfinns Stefano de Surdis gravmonument, ett cosmatarbete från år 1303. Den avlidne ses ligga på en katafalk.

## Omnämningar i kyrkoförteckningar
| Katalog                      | År         | Benämning                                             |
| ---------------------------- | ---------- | ----------------------------------------------------- |
| Catalogo di Cencio Camerario | 1192       | sce. Balbine                                          |
| Il Catalogo Parigino         | cirka 1230 | s. Balbina                                            |
| Il Catalogo di Torino        | cirka 1320 | Ecclesia sancte Balbine titulus presbiteri cardinalis |
| Il Catalogo del Signorili    | cirka 1425 | sce. Balbine                                          |

## Titelkyrka
Kyrkan stiftades som titelkyrka under 500-talet.
Kardinalpräster 1200- till 2000-talet
- Tommaso da Capua: 1221–?
- Simon d'Armentières: 1294–1297
- Eleazario da Sabrano: 1378–1379/1381
- Bandello Bandelli: 1408–1416
- Guglielmo Carbone-Tomasello: 1411–1418, pseudokardinal utnämnd av motpåve Johannes XXIII
- John Kemp: 1440–1452
- Vakant: 1452–1467
- Amico Agnifilo della Rocca: 1467–1469
- Vakant: 1469–1473
- Giovanni Battista Cybo: 1473–1474, sedermera påve Innocentius VIII
- Girolamo Basso della Rovere: 1477–1479
- Vakant: 1479–1484
- Juan Margarit i Pau: 1484
- Vakant: 1484–1450
- Juan de Vera: 1500–1507
- Francisco Jiménez de Cisneros: 1507–1517
- Adrien Gouffier de Boissy: 1517–1520
- Giovanni Piccolomini: 1521–1524
- Vakant: 1524–1535
- Girolamo Ghinucci: 1535–1537
- Gasparo Contarini: 1537–1539
- Pier Paolo Parisio: 1540–1545
- Jacopo Sadoleto: 1545
- Ottone di Waldburg: 1545–1550
- Pedro Pacheco Ladrón de Guevara: 1550–1557
- Lorenzo Strozzi: 1557–1571
- Gaspar Cervantes de Gaete: 1572–1575
- Gaspar de Quiroga y Vela: 1578–1594
- Pompeo Arrigoni: 1597–1616
- Antonio Zapata y Cisneros: 1616–1635
- Alfonso de la Cueva-Benavides y Mendoza-Carrillo: 1635–1644
- Juan de Lugo: 1644–1660
- Pascual de Aragón-Córdoba-Cardona y Fernández de Córdoba: 1661–1677
- Lazzaro Pallavicino: 1677–1680
- Vakant: 1680–1687
- José Aguirre: 1687–1694
- Ferdinando d'Adda: 1696–1714
- Antonio Felice Zondadari: 1715–1731
- Girolamo Grimaldi: 1731–1733
- Thomas Philip Wallrad d'Alsace-Boussut de Chimay: 1733–1752
- Vakant: 1752–1760
- Girolamo Spinola: 1760–1775
- Vakant: 1775–1782
- Alessandro Mattei: 1782–1786
- Antonio Felice Zondadari: 1801–1823
- Ercole Dandini: 1823–1840
- Silvestro Belli: 1841–1844
- Giacomo Piccolomini: 1846–1847
- Giuseppe Pecci: 1850–1855
- Enrico Orfei: 1858–1870
- Giuseppe Andrea Bizzarri: 1875–1877
- Giacomo Cattani: 1880–1887
- Amilcare Malagola: 1893–1895
- Donato Maria Dell'Olio: 1901–1902
- Vakant: 1902–1916
- Auguste-René-Marie Dubourg: 1916–1921
- Jean Verdier: 1929–1940
- Vakant: 1940–1946
- Clément-Emile Roques: 1946–1964
- Léon-Etienne Duval: 1965–1996
- Péter Erdő: 2003–

## Kommunikationer
Närmaste tunnelbanestation är  Circo Massimo.

## Bilder
| - Biskopstronen. - Korsfästelsen. Relief av Mino da Fiesole. - Fasadens tre transenna-fönster. |